# Mireille Reitsma
Mireille Reitsma (31 mei 1978), jongste dochter van Jacob Reitsma, is een Nederlands voormalig langebaanschaatsster en marathonschaatsster. Ze kwam uit namens MKBasics.nl.
Op het NK afstanden 2008 behaalde ze brons op de 5000 meter en mocht daardoor de wereldbekerwedstrijd in Kolomna en de wereldbekerwedstrijd in Hamar rijden, ze werd 30e in het eindklassement van de wereldbeker 3000/5000 meter.

## Persoonlijke records
| Afstand    | Tijd    | Datum           | Baan    |
| ---------- | ------- | --------------- | ------- |
| 500 meter  | 40,48   | 17 maart 2000   | Calgary |
| 1000 meter | 1.18,40 | 18 maart 2000   | Calgary |
| 1500 meter | 2.00,58 | 20 maart 2003   | Calgary |
| 3000 meter | 4.15,35 | 18 maart 2000   | Calgary |
| 5000 meter | 7.05,75 | 1 december 2007 | Kolomna |

## Resultaten
| jaar | NK Afstanden        | NK Allround | NK Sprint |
| ---- | ------------------- | ----------- | --------- |
| 1998 |                     | NC13        |           |
| 1999 |                     | NC10        |           |
| 2000 |                     | NC12        |           |
| 2002 |                     | NC10        |           |
| 2003 |                     | 5e          |           |
| 2004 |                     | 6e          | 10e       |
| 2005 | 17e 1500m 13e 3000m | 10e         |           |
| 2006 | 20e 1500m 17e 3000m | NC16        |           |
| 2007 | -                   | -           |           |
| 2008 | 11e 3000m · 5000m   |             |           |

- = geen deelname
NC# = niet gekwalificeerd voor de laatste afstand, maar wel als # geklasseerd in de eindrangschikking

### Medaillespiegel
| Kampioenschap | Goud · | Zilver · | Brons · |
| ------------- | ------ | -------- | ------- |
| NK Afstanden  | 0      | 0        | 1       |
| NK Allround   | 0      | 0        | 0       |

### Erelijst marathonschaatsen
2006-2007:
- 3e Essent Cup 6, Amsterdam
- 2e Essent Cup 12
- 3e Essent Nederlandse kampioenschappen
- 1e Essent Cup 13, Amsterdam
- 2e Jaap Edentrofee

2007-2008:
- 2e Essent Open NK natuurijs, Weissensee
- 3e Eindklassement KNSB-Cup

2009-2010:
- 2e NK Marathon op natuurijs, Zuidlaren
- 1e Veluwemeertocht

2010-2011:
- 4e Noordlaren, Natuurijsbaan
- 2e NK Marathon op natuurijs, op de Belterwiede
- 2e Gramsbergen, natuurijsbaan
- 1e De 100 van Eernewoude